# Nickelodeon Brazilië
Nickelodeon Brazilië is een Braziliaanse televisiezender, in Portugese taal gesproken. Er worden vooral cartoons op uitgezonden en is onderdeel van Nickelodeon internationaal. De zender heeft twee zusternetwerken in gebruik, een versie van Nick Turbo en eentje van Nick at Nite. 
De zender zendt ook Amerikaanse televisieseries uit, zoals The Naked Brothers Band, Drake & Josh, Zoey 101 en Ned's Declassified School Survival Guide

## Programmering
- iCarly
- Skyland
- Ricky Sprocket
- Growing Up Creepie
- Wayside
- Naked Brothers Band
- Captain Flamingo
- Nickers
- Catscratch
- Mr. Meaty
- Skimo
- Rocket Power
- As Told By Ginger
- The X's
- Lola & Virginia
- The Fairly OddParents
- Kappa Mikey
- Zoey 101
- Yu-Gi-Oh! GX
- Unfabulous
- Martin Mystery
- Drake & Josh
- Ned's Declassified School Survival Guide
- Trollz
- Avatar: The Last Airbender
- My Life As a Teenage Robot
- Danny Phantom
- All Grown Up!
- Hey Arnold!
- SpongeBob SquarePants
- Jimmy Neutron
- Rugrats
- Karku

### Nick Jr.
- PicMe
- Dora the Explorer
- Little Bill
- Blue's Clues